# Samsung Galaxy Tab

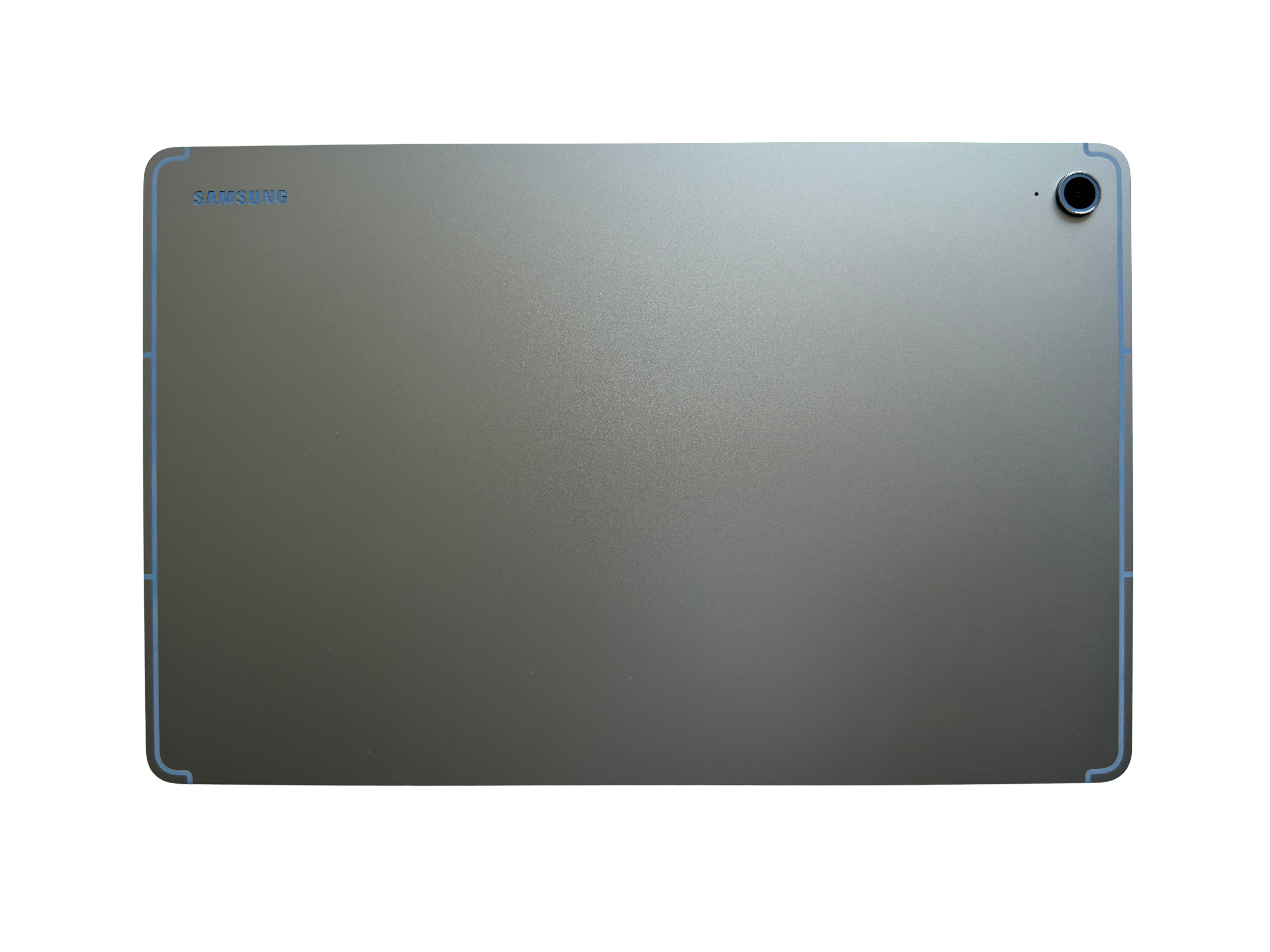
Galaxy Tab S10 FE+

La gamme Samsung Galaxy Tab est une série de tablettes tactiles grand public de la marque Samsung Galaxy. Elle est composée de tablettes Android de milieu et de haut de gamme, les Galaxy Tab S, d'entrée de gamme, les Galaxy Tab A. La première tablette de la série, la Galaxy Tab (GT-P1000) a été présentée lors de l'IFA 2010,.
Samsung a aussi commercialisé d'autres tablettes, comme les Galaxy View et les Galaxy Book, mais celles-ci ne font pas partie de la gamme Galaxy Tab. Les derniers appareils de la gamme sont alors les Galaxy Tab S10+, S10 Ultra, S10 FE et S10 FE+, présentées en 2024.

## Histoire
La première « Galaxy Tab » est dévoilée en septembre 2010 à l'IFA à Berlin, quelques mois après l'iPad de première génération.

## Déclinaisons
À la manière des smartphones Samsung Galaxy, les tablettes de la gamme Samsung Galaxy Tab se déclinent depuis 2018 en plusieurs séries : la série Galaxy Tab S est la plus haut de gamme tandis que la série Galaxy Tab A est la plus abordable ; la série Galaxy Tab Active comprend plusieurs produits de milieu de gamme, de fabrication plus robuste et dédiés à l'utilisation en extérieur.

### Galaxy Tab
- Galaxy Tab
- Galaxy Tab 10.1
- Galaxy Tab2 10.1
- Galaxy Tab 8.9
- Galaxy Tab 7.0
- Galaxy Tab 7.0 Plus
- Galaxy Tab 7.7
- Tab 3 7.0/8.0/10.1
- Tab 4 7.0/8.0/10.1

### Galaxy Tab S
La gamme Samsung Galaxy Tab S est une série de tablettes haut de gamme de Samsung Electronics.

### Galaxy Tab A
La gamme Samsung Galaxy Tab A est une série de tablettes d'entrée de gamme de Samsung Electronics.
Parmi la gamme des Galaxy Tab A, on trouve :
- Galaxy Tab A (2015)
- Série Galaxy Tab A7 (2020)
  - Galaxy Tab A7
  - Galaxy Tab A7 Lite
- Galaxy Tab A8 (2022)
- Série Galaxy Tab A9 (2023)
  - Galaxy Tab A9
  - Galaxy Tab A9+

## Caractéristiques
Deux mois après sa sortie, la Samsung Galaxy Tab est vendue à plus de 600 000 exemplaires.
À l'origine, la tablette était livrée sous Android 2.2 FroYo mais grâce à une mise à jour, elle dispose par la suite d'Android 2.3 Gingerbread.

### Galaxy Tab
La version 10.1 a été annoncée en février 2011. Elle dispose d'Android 3.1 Honeycomb (10.1) et d'un processeur ARM Cortex-A9 dual-core 1 GHz ARM avec 1 Go de RAM. Elle est distribuée à partir de juin 2011.
Les versions 7.0 Plus et 7.7 sont annoncées à la fin de 2011. Elles disposent également d'Android Honeycomb, mais d'un processeur ARM Cortex-A9 Samsung Exynos dual-core, respectivement à 1,2 GHz et 1,4 GHz. Le 7.7 comporte de plus un écran Super AMOLED Plus. Les deux modèles existent en version Wi-Fi et Wi-Fi+3G.
Le lundi 28 février 2012 est annoncé au MWC de Barcelone, une nouvelle version tablette nommée Galaxy Note 10.1, reprenant les principes de la gamme Galaxy Note avec son stylet S Pen captant les niveaux de pression, mais un écran 10,1".

## Litige avec Apple
Le 10 août 2011, cette tablette a été interdite de commercialisation en Europe à la suite d'une injonction préliminaire d'un tribunal de Düsseldorf qui a estimé que le design de la tablette Android de Samsung enfreint la propriété intellectuelle d'Apple et de son iPad. L'interdiction de vente qui valait initialement pour les pays de l'Union européenne a été réduite au territoire allemand quelques jours plus tard. Samsung a fait appel de la décision. D'autre part, cette décision ne contraint que la branche allemande de Samsung, les revendeurs sont toujours autorisés à vendre et à s'approvisionner par d'autres canaux. Le 9 septembre 2011, la justice allemande a confirmé l'interdiction de vente de la Samsung Galaxy Tab sur le territoire allemand au motif que la tablette de Samsung « violait le brevet sur le design de l’iPad d’Apple ». L'interdiction de vente a été levée par une décision préliminaire, le 23 décembre 2011, le juge constatant que la nouvelle version de la tablette 10.1N n'enfreignait plus les brevets de design d'Apple grâce à un ensemble de changements apportés à la tablette initiale,,. À juin 2012, la Galaxy Tab 10.1 est toujours interdite à la vente en Allemagne.
Apple a aussi porté plainte aux Pays-Bas pour les mêmes raisons mais a obtenu un répit, il devra attendre une décision sur le fond prise par la justice néerlandaise.
Le 26 juin 2012, la Galaxy Tab 10.1 (ceci ne concerne en rien la Galaxy Tab 2 10.1 qui a eu les accords des juges[réf. nécessaire]) a été interdite de vente aux États-Unis par décision d'un tribunal californien. La même décision sera rendue trois jours plus tard à l'encontre du smartphone Galaxy Nexus de la marque sud-coréenne.